# Дунайчик (приток Трубежа)
Дунайчик (устар. Дунай, Дунаец) — река в городе Рязани.
Небольшая луговая речка, берущая начало в заливных лугах северных окраин г. Рязани. На старых картах иногда упоминается как Дунай, что, наряду с топонимами рек Трубеж и Лыбедь, дает этнографам основания предполагать южнорусское происхождение первых поселенцев Переяславля-Рязанского.
До начала строительства в 1968 году высоководного моста через реку Оку была брала исток на юго-западной окраине г. Рязани. Однако построенная дорога к мосту перерезала реку на две части. Южная часть реки получила название ручей Быстрец и стала использоваться для орошения полей. Северная же часть, лишившись значительной части объема воды, сильно обмелела и заболотилась. Процесс заболочивания усилился после постройки вдоль реки северного обвода окружной дороги.

## История
По данным планов генерального межевания Рязанской губернии, до октябрьской революции между ручьём Дунайчик и Рязанью располагалась выгонная градская земля. На участках лугов на берегу речки Дунайчик находился выгон для пастьбы городского стада.
По данным Рязанской городской управы 1913 г., по границе земли крестьян Ямской и Кальной слободы проходила канава для отвода воды из ручья Парфёновка в ручей Дунайчик. Основная часть лоска ручья Парфеновка (Панфёровка) проходила по земле Кальной слободы, сельца Дашково -Песочня и Соколовка.
По названию ручья Панфёровка в микрорайоне Кальное называется Панфёровский переулок. На сегодняшний день ручей Панфёровка носит двойное название Быстрец и Панфёровка.